# Agrilus auricollis
Agrilus auricollis es una especie de insecto del género Agrilus, familia Buprestidae, orden Coleoptera.
Fue descrita científicamente por Kiesenwetter, 1857.